# Ghiacciaio Runcorn
Il ghiacciaio Runcorn (in inglese Runcorn Glacier) è un ghiacciaio situato sulla costa di Black, nella parte orientale della Terra di Palmer, in Antartide. Il ghiacciaio, il cui punto più alto si trova circa 741 m s.l.m., è situato in particolare tra i monti Hess, a est, e colli Holmes, a ovest, e da qui fluisce in direzione sud-est fino ad unire il proprio flusso a quello del ghiacciaio Beaumont, vicino alla costa dell'insenatura di Hilton.

## Storia
Il ghiacciaio Runcorn fu mappato dallo United States Geological Survey sulla base di fotografie aeree scattate dalla marina militare statunitense tra il 1966 e il 1969 e poi esplorato via terra da membri del British Antarctic Survey nel 1972—73. Nel 1998 il Comitato consultivo dei nomi antartici lo ha così battezzato in onore del geofisico inglese Keith Runcorn, le cui ricostruzioni paleomagnetiche dei movimenti dei continenti europeo e americano hanno dato un grosso apporto alla teoria della deriva dei continenti e della tettonica delle placche.